# FAM105B
FAM105B‏ (OTU deubiquitinase with linear linkage specificity) هوَ بروتين يُشَفر بواسطة جين FAM105B في الإنسان.